# Limba asturiană
Asturiana este o limbă romanică, vorbită în părți ale comunității Asturias din Spania. Deși istoric a fost considerată ca un dialect Leoneze, acum este considerată o limbă separată. Este vorbită în Iberia (Spania), de circa 450.000 de persoane.
În Asturias, limba este protejată de legile comunității autonome și este o materie opțională în școli.
Această limbă provine din limba latină vulgară, la care au fost adăugate contribuții ale limbilor romanice.
1. ↑  Language